# Son Marroig

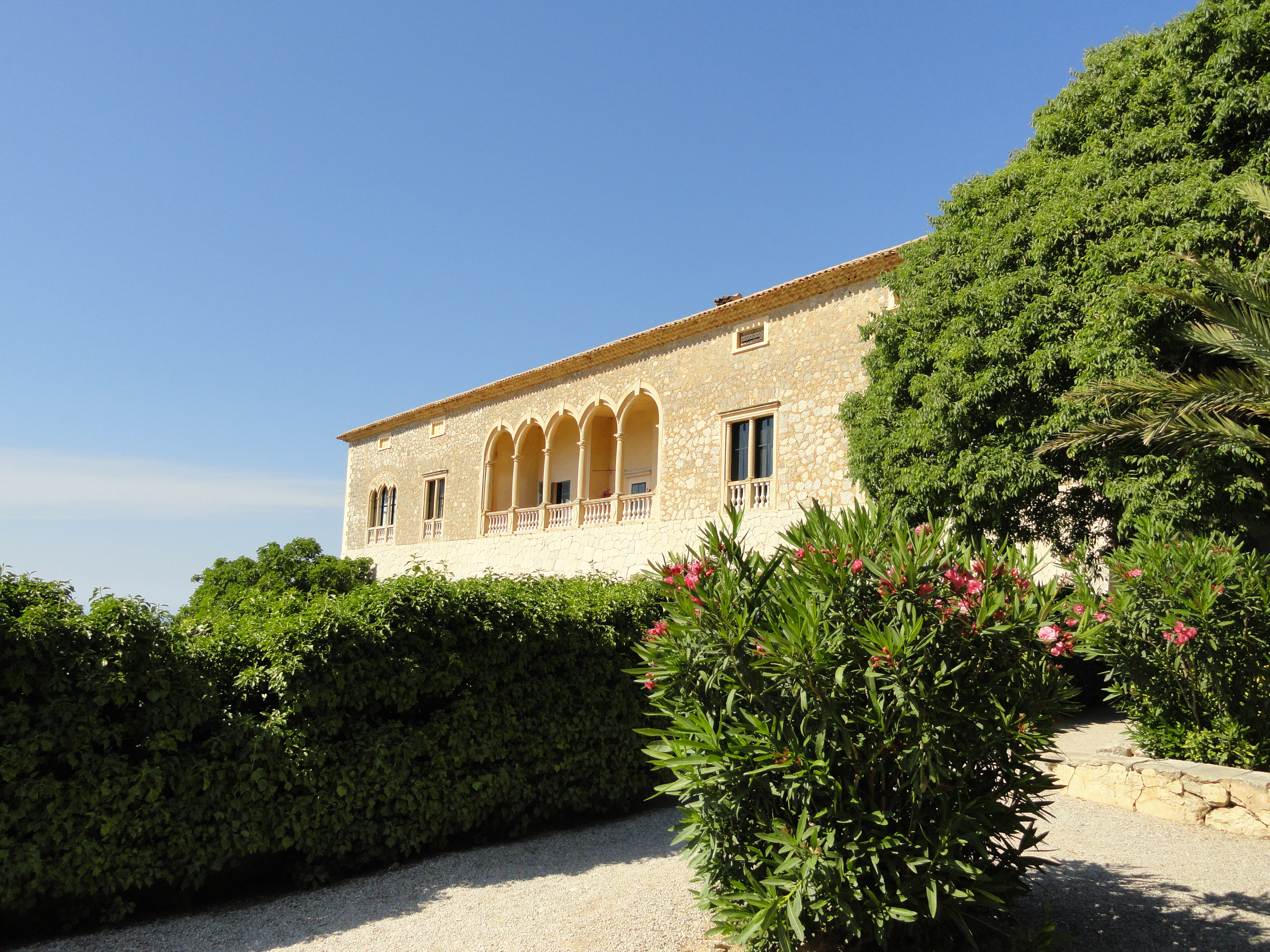
Son Marroig war das Herrenhaus des österreichischen Erzherzogs Ludwig Salvator

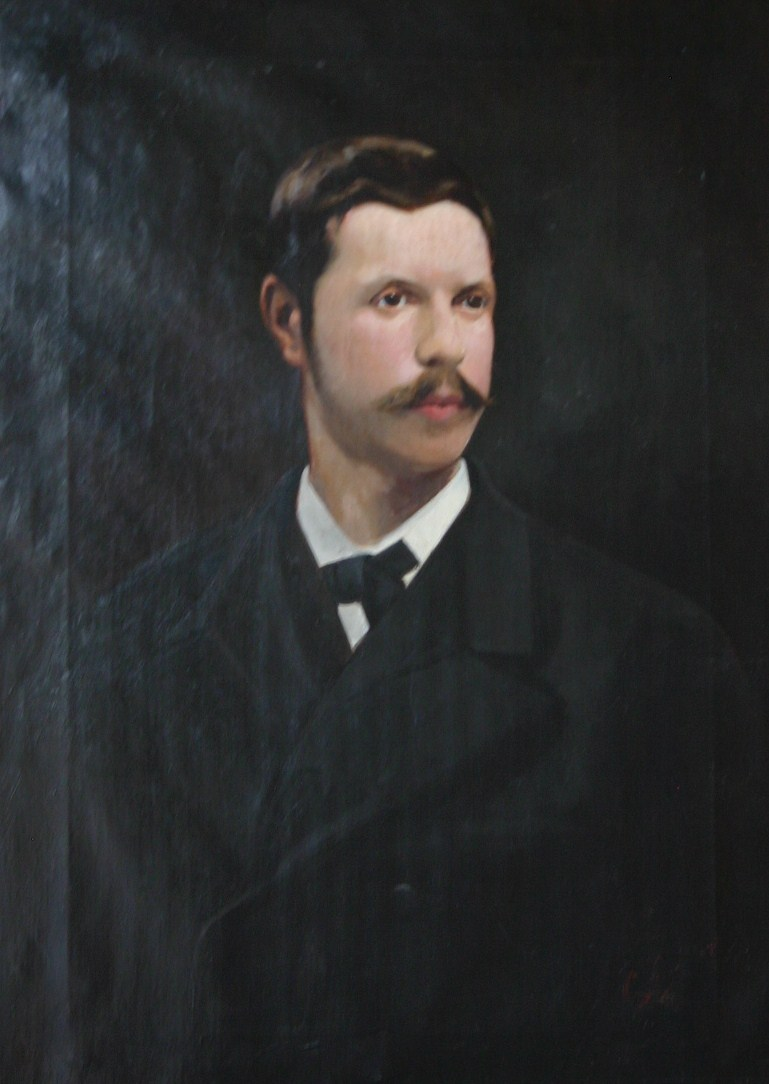
Gemälde von Erzherzog Ludwig Salvator auf Son Marroig

Son Marroig ist ein Herrenhaus auf Mallorca. Es liegt an der Landstraße Ma-10 zwischen Valldemossa und Deià bei km 65,5. Wegen der einzigartigen Lage war das herrschaftliche Anwesen für den ehemaligen Eigentümer, einen österreichischen Adligen aus dem Hause Habsburg, einer der schönsten Plätze der Welt.

## Geschichte
In der zweiten Hälfte des 19. Jahrhunderts gehörte Son Marroig dem Erzherzog Ludwig Salvator von Österreich-Toskana, seit 1928 ist dort ein Museum mit Exponaten aus dem Besitz Ludwig Salvators untergebracht, darunter historische Möbel, Keramiken und mallorquinische Gemälde des 17. bis 19. Jahrhunderts.
Im Hauptsaal mit fünfbogiger Loggia werden in mehreren Vitrinen die literarischen Werke des Erzherzogs ausgestellt.
Das Anwesen liegt auf der Steilküste gegenüber der Halbinsel Sa Foradada (auch Na Foradada). In der zugehörigen Gartenanlage steht exponiert auf ein Steinpodest gebaut ein kleiner runder Tempel aus weißem Marmor in antiker griechischer Architektur. Mit seiner Dampfyacht Nixe konnte Ludwig Salvator in der Bucht unterhalb von seinem Landgut anlegen. Kaiserin Elisabeth besuchte ihn hier und kam mit ihrer Yacht Miramar angereist.
Zum Eigentum des Erzherzogs gehörte u. a. der benachbarte über 800 Hektar große Grundbesitz Son Moragues sowie das Kloster Miramar. Damit verfügte er über einen zusammenhängenden Küstenstrich, den er ähnlich wie einen heutigen Naturpark unter besonderen Schutz stellte, um die Landschaft so naturbelassen wie möglich zu bewahren. Durch seine Ländereien ließ er einen aussichtsreichen Reitweg anlegen, es ist heute der bekannteste Wanderweg in der Serra de Tramuntana und wird nach ihm Camí de s'Arxiduc (deutsch: Erzherzogweg) genannt.
Zum Besitz gehörte auch die kleinere Villa S'Estanca, die der Erzherzog im 19. Jahrhundert errichten ließ. 1990 wurde sie vom amerikanischen Schauspieler Michael Douglas gekauft.

## Wanderung

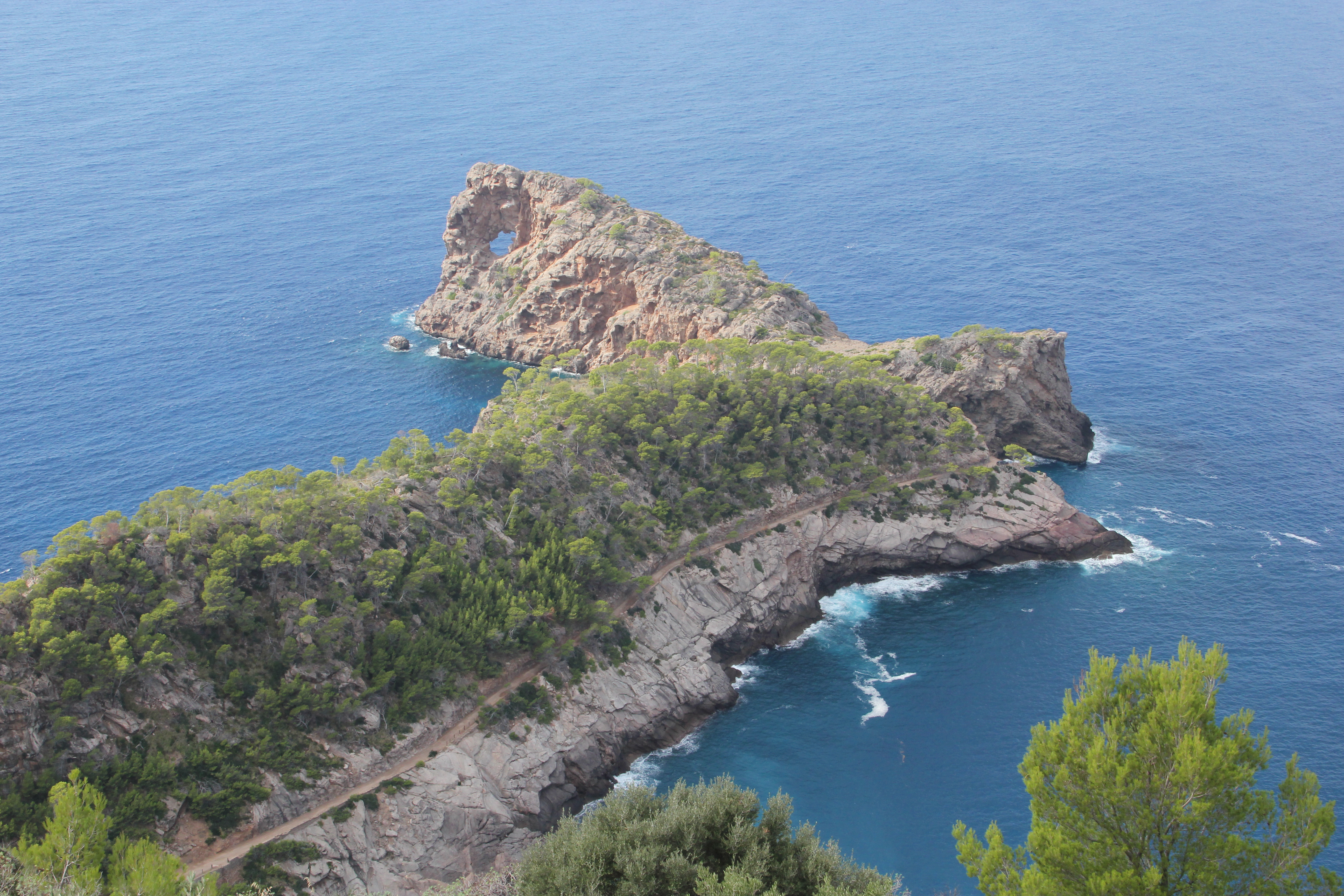
Halbinsel Sa Foradada, gesehen von Son Marroig

Vom Herrenhaus Son Marroig kann auf einem Wanderweg zur Halbinsel Sa Foradada in die Bucht abgestiegen werden, in der die Yacht des Erzherzogs oft vor Anker lag. Etwa 75 m südlich vom Museumseingang beginnt hinter einem Tor ein mitunter etwas steil angelegter, doch gut ausgebauter Karrenweg zum Meer hinab. Für den Ab- und Wiederaufstieg sind etwa 2½ Stunden einzuplanen. Am Weg liegen zwei Aussichtsplätze mit zauberhaften Ausblicken auf die Halbinsel mit ihrem markanten „Fenster“ in einer Felswand.

## Abbildungen

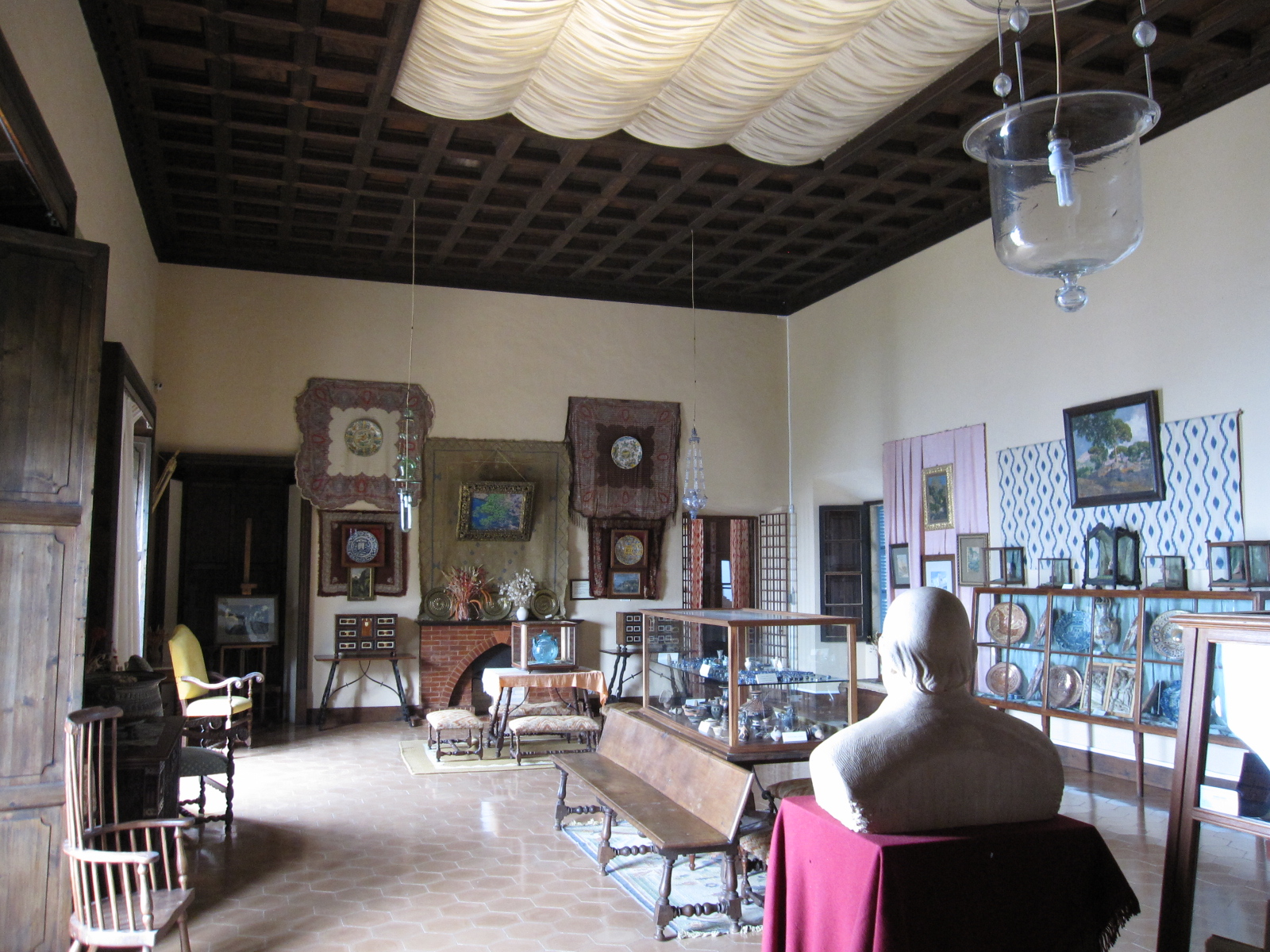
Einer der Innenräume
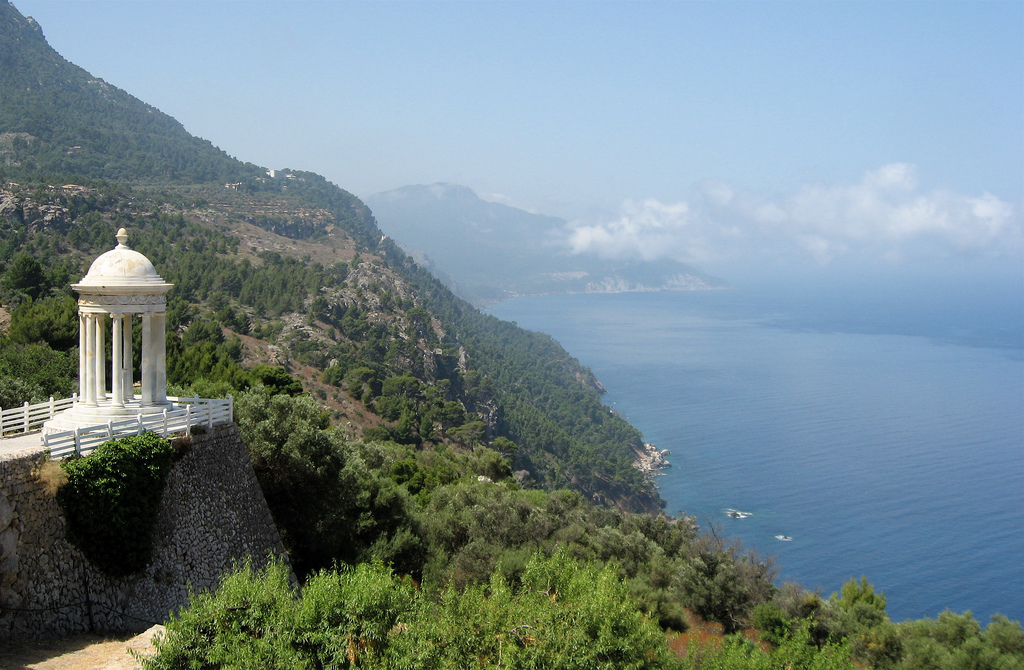
Blick auf den Tempel
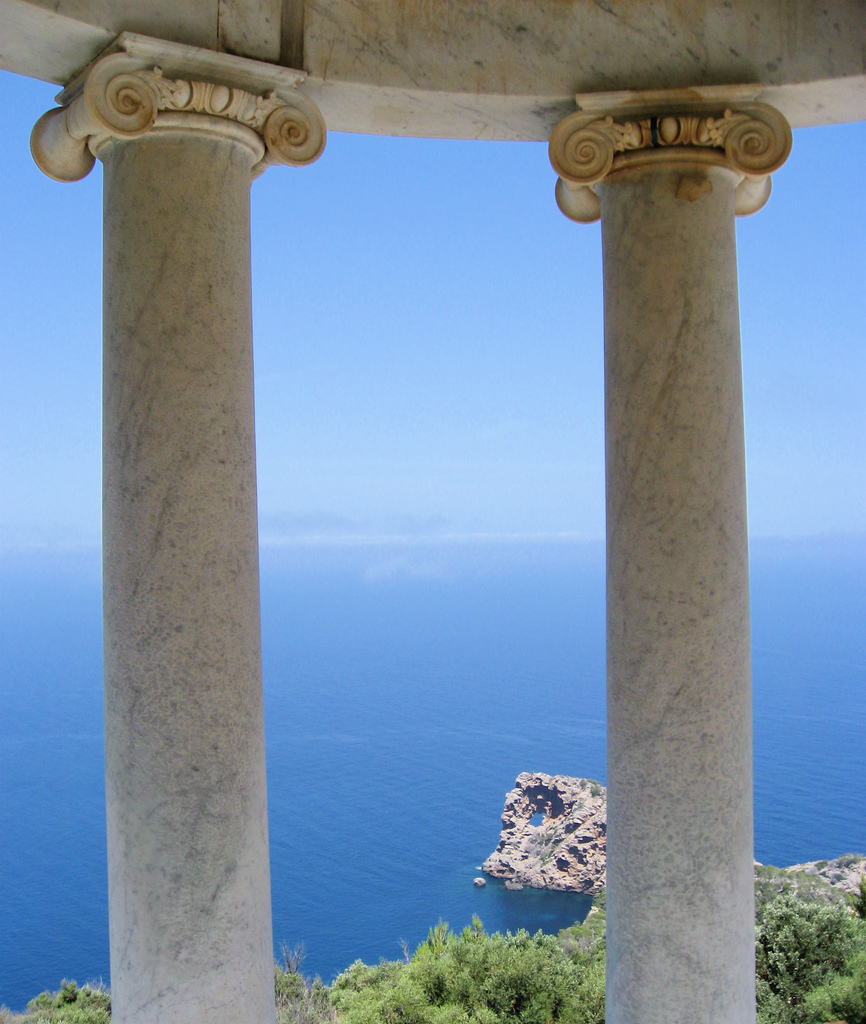
Blick auf die Halbinsel Sa Foradada